# Monte Fe
El monte Fe (en inglés: Mount Faith) es una montaña de 2650 metros de altitud ubicada en el norte de la Tierra de Palmer, en el sector meridional de la Península Antártica. Se encuentra 14,5 km al norte del monte Esperanza y constituye, junto con este y el monte Caridad, uno de los tres picos más altos de la cordillera Eternidad.
Fue descubierto y nombrado por el explorador polar estadounidense Lincoln Ellsworth, quien sobrevoló la región de la Cordillera Eternity entre el 21 y el 23 de noviembre de 1935. En noviembre de 1936, integrantes de la Expedición de la Tierra de Graham Británica (1934–1937), dirigida por el explorador australiano John Rymill, realizaron levantamientos topográficos. Fotografías aéreas fueron obtenidas en septiembre de 1940 durante la Expedición del Servicio Antártico de los Estados Unidos (1939–1941) y en diciembre de 1947 por la Expedición de Investigación Antártica Ronne (1947–1948).